# George Sidney
George Sidney, född 4 oktober 1916 i Queens i New York, död 5 maj 2002 i Las Vegas, Nevada, var en amerikansk filmregissör och filmproducent.
George Sidneys far var teaterproducent på Broadway, och hans mor var skådespelare. Som barn fick han medverka på scen i vaudeviller. Han började på MGM som springpojke.

## Filmografi (i urval)
- 1943 – Soldatflamman
- 1944 – Genom eld och vatten
- 1945 – Säg det med sång
- 1945 – Ziegfeld Follies (delarna "Here's to the Girls", "Pay the Two Dollars" och "When Television Comes")
- 1946 – Harvey Girls
- 1946 – Under Mexikos himmel
- 1946 – Efter regn kommer solsken (ej krediterad; slutscenen)
- 1947 – Storstaden lockar
- 1948 – De tre musketörerna
- 1950 – Annie Get Your Gun
- 1951 – Teaterbåten
- 1952 – Scaramouche – de tusen äventyrens man
- 1953 – Kiss Me Kate
- 1957 – Pal Joey
- 1963 – Bye Bye Birdie
- 1964 – Viva Las Vegas